# Yono
Yono (与野市, Yono-shi) était une ville située dans la préfecture de Saitama, au Japon. Elle a fusionné avec les villes voisines d'Urawa et d'Ōmiya le 1er mai 2001 pour former Saitama. L'ancien territoire de la ville est inclus dans l'arrondissement Chūō.

## Personnalités nées à Yono
- Eiji Kawashima (1983 - ), footballeur au Racing Club de Strasbourg